# Domenico Berardi
Domenico Berardi (1. srpen 1994, Cariati, Itálie) je italský fotbalový útočník hrající za Sassuolo i za reprezentaci Itálie. Za rok 2015 obdržel ocenění ocenění Bravo udělované italským sportovním týdeníkem Guerin Sportivo nejlepšímu fotbalistovi do 21 let působícímu v Evropě.

## Přestupy
- z Sassuolo do Juventus za 4 500 000 Euro
- z Juventus do Sassuolo za 10 000 000 Euro

## Kariéra

### Klubová
Od roku 2012 byl součástí mládežnického týmu v Sassuola. V sezóně 2012/13 se Eusebio Di Francesco rozhodl jej začlenit do kádru prvního týmu. Dne 27. srpna 2012, ve věku 18 let, odehrál první utkání proti Ceseně (3:0). A první branku vstřelil již 1. září do sítě Crotone (2:1). Do konce sezony odehrál 37 zápasů a vstřelil 11 gólů a přispěl tak k prvnímu postupu Sassuola do Serie A.
Dne 2. září 2013 byl koupen Juventusem, který jej nechal v Sassuolu bezplatně hrát. Dne 25. září 2013, ve věku 19 let, debutoval v Serii A v Neapoli (1:1). První gól v Sérii A vstřelil 6. října 2013 při porážce 3:1 proti Parmě. Dne 12. ledna 2014 vstřelil 4 góly proti Milánu (4:3) a stal se tak druhým nejmladším hráčem (po Piolovi ), který vstřelil 4 góly v zápase Serie A. Sezónu uzavřel 16 góly.
Dne 10. května 2015 odehrál sté utkání a svou druhou sezónu v Serii A uzavřel s 15 góly, o jeden méně než v předchozí sezóně. Dne 25. června 2015 byl vyřešen jeho přestup a natrvalo zůstal u Neroverdi, ale stará dáma získala do roku 2017 opci na jeho zpětný odkup.
V sezoně 2015/16 měl několik zranění, ale i tak se stal nejlepším střelcem v historii klubu. V lize se umístil na 6. místě, což znamenalo hraní v EL. V této soutěži nastoupil do čtyř utkání a vstřelil pět branek (vše v předkole). Jenže 28. srpna, si v domácím zápase poranil levé kolena a klubu chyběl do ledna 2017. V sezóně 2017/18 byl ovlivněn odchodem trenéra Di Francesca a v lize vstřelil pouze 4 góly (nejméně v kariéře).
V následující sezóně přišel trenér Roberto De Zerbi a on odehrál svůj dvoustý zápas v černozeleném dresu. Sezónu 2018/19 uzavřel celkem 10 góly. Dne 1. září 2019, v sezoně 2019/20, vstřelil svůj první hattrick proti Sampdorii (4:1). Sezonu zakončil se 14 góly a 8 asistencemi. V kalendářním roce 2020 nasbíral 10 gólů a 10 asistencí v jedné z 5 nejlepších evropských lig. byl tak jediný italský hráč mezi 10 hráčů, kterému se podařilo tohoto dosáhnout.
Dne 17. dubna 2021 skóroval při domácí výhře proti Fiorentině vstřelil svůj 100. a 101. gól v černozeleném dresu a stal se tak prvním, komu se to povedlo. Sezónu zakončil osobním maximem, když vstřelil 17 branek.
Další milník zaznamenal 18. března 2022 když si připsal 100 branku v Serii A. Sezónu 2021/22 zakončil s 15 góly a 17 asistencemi. Následující sezonu začal s novou smlouvou do roku 2027 za zhruba 2,3 milionu ročně. Sezonu nezačal pro něj dobře, vzhledem k mnoha svalovým zraněním, ale jeho návrat byl rozhodující ve druhé části roku o záchranu klubu v lize. To se také i díky jeho 12 brankám stalo a klub se zachránil.
V sezóně 2023/24, ale již klub sestoupil. Po dlouhém zranění ze začátku sezony se 3. března 2024 vrátil, ale v zápase utrpěl kompletní zranění Achillovy šlachy na pravé noze, což způsobilo předčasné ukončení sezóny a vynechání ME 2024.

### Reprezentační
Poprvé do seniorské reprezentace byl povolán trenérem Contem 3. října 2015. První utkání ale odehrál až 1. června 2018 ve věku 23 let proti Francii (1:3). Další zápas odehrál až za rok a půl. Dne 7. října 2020 vstřelil první branku do sítě Moldavska (6:0). Byl povolán na ME 2020, kde odehrál 6 utkání. I když ztratil místo v sestavě, nastupoval do vyřazovacích zápasů jako střídající hráč a díky výhře ve finále proti Anglii (na penalty) mohl slavit vítězství na šampionátu.
Také byl na finálovém turnaji v LN, kde získal bronz.

## Statistika

### Klubová
| Sezóna  | Klub     | Liga    | Liga   | Liga | Ligové poháry | Ligové poháry | Ligové poháry | Kontinentální poháry | Kontinentální poháry | Kontinentální poháry | Celkem | Celkem |
| Sezóna  | Klub     | Soutěž  | Zápasy | Góly | Soutěž        | Zápasy        | Góly          | Soutěž               | Zápasy               | Góly                 | Zápasy | Góly   |
| ------- | -------- | ------- | ------ | ---- | ------------- | ------------- | ------------- | -------------------- | -------------------- | -------------------- | ------ | ------ |
| 2012/13 | Sassuolo | Serie B | 37     | 11   | IP            | 2             | 0             | -                    | 0                    | 0                    | 39     | 11     |
| 2013/14 | Sassuolo | Serie A | 29     | 16   | IP            | 1             | 0             | -                    | 0                    | 0                    | 30     | 16     |
| 2014/15 | Sassuolo | Serie A | 32     | 15   | IP            | 2             | 0             | -                    | 0                    | 0                    | 34     | 15     |
| 2015/16 | Sassuolo | Serie A | 29     | 7    | IP            | 2             | 0             | -                    | 0                    | 0                    | 31     | 7      |
| 2016/17 | Sassuolo | Serie A | 21     | 5    | IP            | 0             | 0             | EL                   | 4                    | 5                    | 25     | 10     |
| 2017/18 | Sassuolo | Serie A | 31     | 4    | IP            | 2             | 1             | -                    | 0                    | 0                    | 33     | 5      |
| 2018/19 | Sassuolo | Serie A | 35     | 8    | IP            | 2             | 2             | -                    | 0                    | 0                    | 37     | 10     |
| 2019/20 | Sassuolo | Serie A | 31     | 14   | IP            | 1             | 0             | -                    | 0                    | 0                    | 32     | 14     |
| 2020/21 | Sassuolo | Serie A | 30     | 17   | IP            | 0             | 0             | -                    | 0                    | 0                    | 30     | 17     |
| 2021/22 | Sassuolo | Serie A | 33     | 15   | IP            | 1             | 0             | -                    | 0                    | 0                    | 34     | 15     |
| 2022/23 | Sassuolo | Serie A | 26     | 12   | IP            | 1             | 1             | -                    | 0                    | 0                    | 27     | 13     |
| 2023/24 | Sassuolo | Serie A | 17     | 9    | IP            | 1             | 0             | -                    | 0                    | 0                    | 18     | 9      |
| 2024/25 | Sassuolo | Serie B | ?      | ?    | IP            | ?             | ?             | -                    | 0                    | 0                    | ?      | ?      |
| Celkově | Celkově  | Celkově | 351    | 133  | -             | 15            | 4             | -                    | 4                    | 5                    | 370    | 142    |

### Reprezentační

#### Statistika na velkých turnajích
| Reprezentace | Rok     | Zápasy             | Zápasy | Zápasy    | Zápasy           | Zápasy           | Zápasy           |
| Reprezentace | Rok     | Fáze turnaje       | Datum  | Soupeř    | Odehraných minut | Vstřelené branky | Výsledek         |
| ------------ | ------- | ------------------ | ------ | --------- | ---------------- | ---------------- | ---------------- |
| Itálie       | ME 2020 | 1 zápas ve skupině | 11. 6. | Turecko   | 85               | 0                | 3:0              |
| Itálie       | ME 2020 | 2 zápas ve skupině | 16. 6. | Švýcarsko | 70               | 0                | 3:0              |
| Itálie       | ME 2020 | Osmifinále         | 26. 6. | Rakousko  | 84               | 0                | 2:1 v prodl.     |
| Itálie       | ME 2020 | Čtvrtfinále        | 2. 7.  | Belgie    | 11               | 0                | 2:1              |
| Itálie       | ME 2020 | Semifinále         | 6. 7.  | Španělsko | 58               | 0                | 1:1, 4:2 na pen. |
| Itálie       | ME 2020 | Finále             | 11. 7. | Anglie    | 65               | 0                | 1:1, 3:2 na pen. |

#### Reprezentační branky
| Gól | Datum        | Stadion                                                    | Soupeř              | Skóre | Výsledek | Soutěž                              |
| --- | ------------ | ---------------------------------------------------------- | ------------------- | ----- | -------- | ----------------------------------- |
| 010 | 7. 10. 2020  | Stadio Artemio Franchi, Florencie, Itálie                  | Moldavsko           | 6:0   | 6:0      | Přátelské utkání                    |
| 020 | 26. 6. 2021  | Mapei Stadium - Città del Tricolore, Reggio Emilia, Itálie | Polsko              | 2:0   | 2:0      | Liga národů UEFA 2020/2021 – Liga A |
| 030 | 18. 11. 2020 | Stadion Grbavica, Sarajevo, Bosna a Hercegovina            | Bosna a Hercegovina | 0:2   | 0:2      | Liga národů UEFA 2020/2021 – Liga A |
| 040 | 25. 3. 2021  | Stadio Ennio Tardini, Parma, Itálie                        | Severní Irsko       | 1:0   | 2:0      | Kvalifikace na MS 2022              |
| 050 | 4. 6. 2021   | Stadio Renato Dall'Ara, Boloňa, Itálie                     | Česko               | 4:0   | 4:0      | Přátelské utkání                    |
| 060 | 10. 10. 2021 | Allianz Stadium, Turín, Itálie                             | Belgie              | 2:0   | 2:1      | Liga národů UEFA 2020/2021 – Finále |
| 070 | 14. 10. 2023 | Stadio San Nicola, Bari, Itálie                            | Malta               | 2:0   | 4:0      | Kvalifikace na ME 2024              |
| 080 | 14. 10. 2023 | Stadio San Nicola, Bari, Itálie                            | Malta               | 3:0   | 4:0      | Kvalifikace na ME 2024              |

## Úspěchy

### Klubové

#### Národní
- vítěz 2. italské ligy (1x)

Sassuolo: 2012/13

### Reprezentační
- 1× na ME (2020 – zlato)
- 1× na LN (2020/21 – bronz)
- 2× na ME U21 (2015, 2017 – bronz)

### Individuální
- Nejlepší hráč Serie B: 2013
- Vítěz Ceny Bravo: 2015

### Vyznamenání
Řád zásluh o Italskou republiku (16. 7. 2021) z podnětu Prezidenta Itálie